# Îlet Crabière
L'îlet Crabière est un îlet habité situé dans le Grand Cul-de-sac marin, administrativement rattaché à la commune de Sainte-Rose en Guadeloupe. Il fait partie du parc national de la Guadeloupe.

## Géographie
Il se situe au sud du Grand Cul-de-sac marin, à l'embouchure de la Rivière Salée. Selon la plus haute autorité internationale en matière de délimitation des mers, l'Organisation hydrographique internationale (OHI), dans sa publication de renommée mondiale, « Limites des océans et des mers », 3e édition de 1953 il fait partie de la mer des Caraïbes comme l'ensemble de la Guadeloupe.